# BYD G6
BYD G6 (Бівайді Джи6) — передньопривідний седан класу «D». 
Дебют моделі відбувся на автосалоні в Пекіні в квітні 2010 року.

## Опис

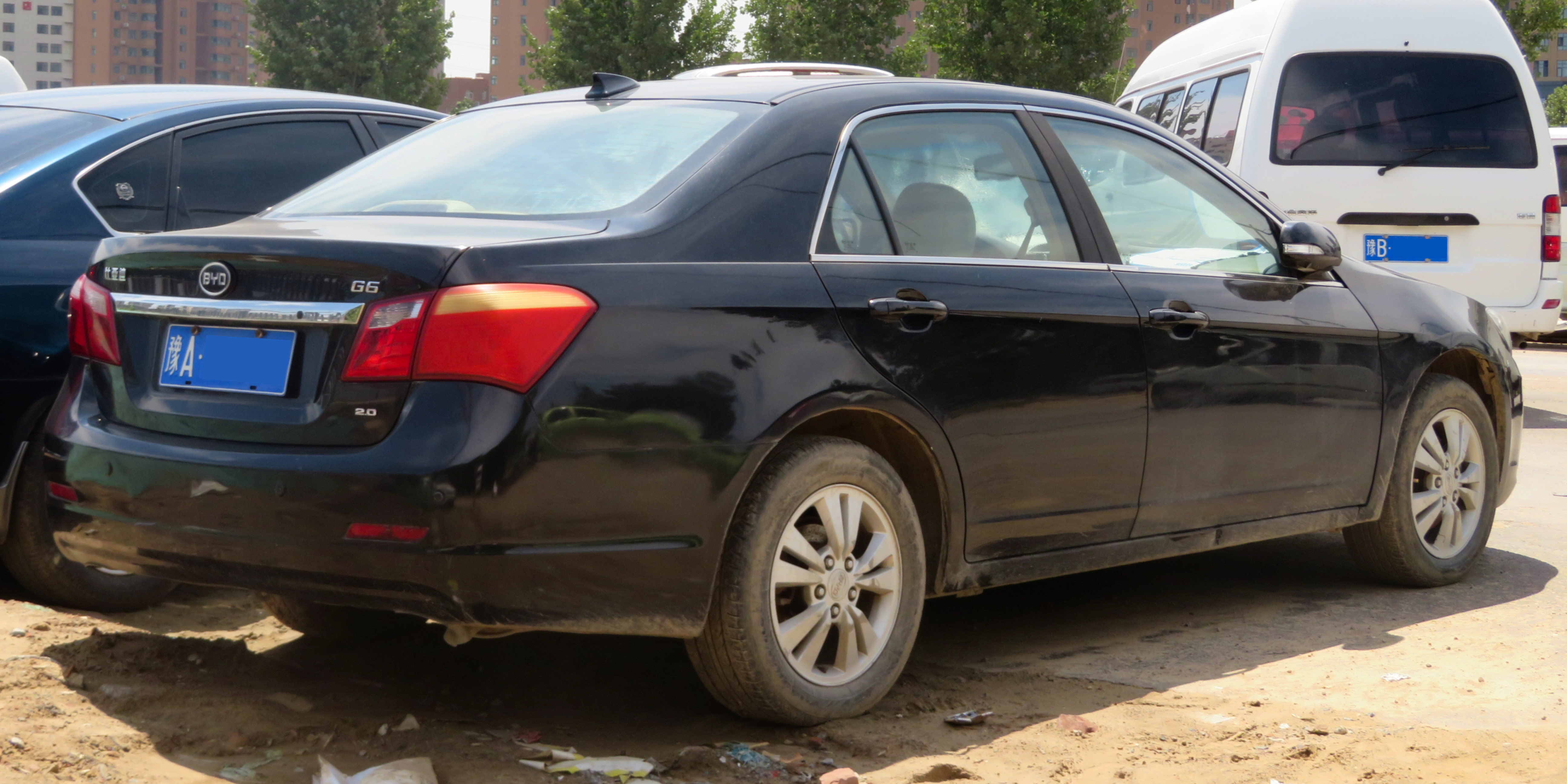
BYD G6

За своєю суттю, G6 є вдосконаленою версією седана F6. Зовні автомобілі відрізняються один від одного. Майже не змінилися і габарити: довжина G6 дорівнює 4860 мм, ширина 1825, висота 1460, а довжина колісної бази становить 2745 мм.
Рівень оснащення BYD G6 включає ABS + EBD, фронтальні і бічні подушки безпеки, датчики тиску в шинах, парктронік, система безключового доступу, запуск двигуна кнопкою, навігаційна система, підготовка для телефону, обігрів сидінь і т. д. Правда, далеко не все з перерахованого доступно в базовій комплектації.
BYD підготувала для G6 кілька варіантів силового агрегату. Один з них, власної розробки, володіє 160 к.с. потужності при двох літрах робочого об'єму. Другий, 2,4-літровий, вироблений за ліцензією Mitsubishi, видає 140 к.с. Агрегатуються ці двигуни з 5-ступінчастою механічною коробкою передач або з автоматичною трансмісією.
Крім того, BYD G6 може оснащуватися 1,5-літровим турбованим бензиновим мотором Ti з безпосереднім вприскуванням (154 к.с., 240 Нм) і роботизованою коробкою передач з двома зчепленнями (аналогічній DSG). Китайські інженери стверджують, що розробили трансмісію самостійно, не вдаючись до запозичення ідей своїх німецьких колег. У версії з Піднебесної преселективний «робот» носить назву DCT. До 100 км/год седан з такою силовою установкою розганяється за 9,9 секунди.

## BYD Sirui
Так само, як комплектація Surui у BYD F3, Sirui є більш преміальною версією G6 з іншим стилем і конфігураціями.

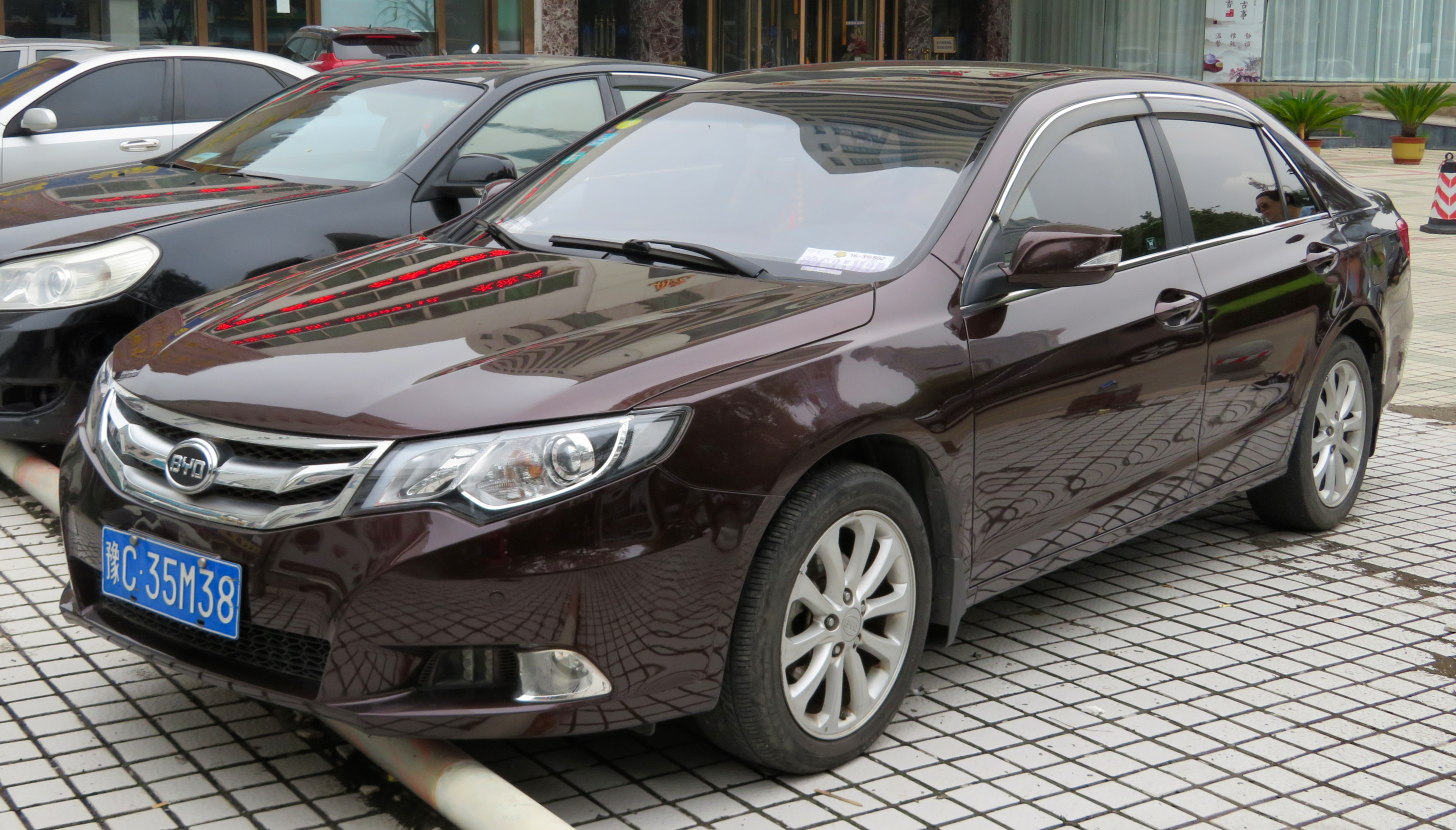
BYD Sirui
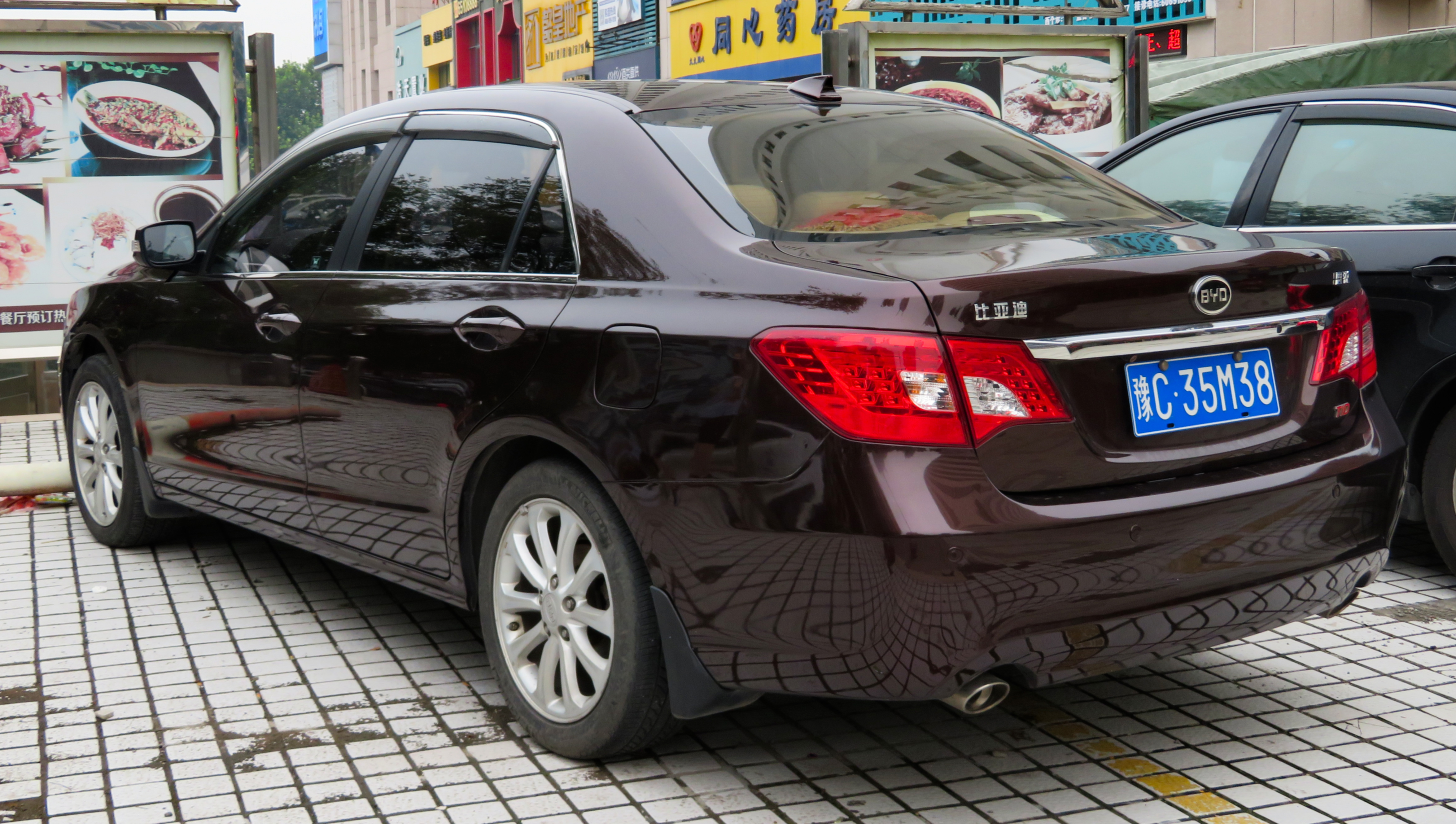